# Nerf inférieur du muscle subscapulaire
Le nerf inférieur du muscle subscapulaire (ou nerf inférieur du sous-scapulaire) est un nerf moteur du membre supérieur.

## Origine
Le nerf inférieur du muscle subscapulaire nait du faisceau postérieur du plexus brachial en amont du nerf thoraco-dorsal. Il reçoit les fibres des racines du plexus brachial C5 et C6.

## Trajet
Le nerf inférieur du muscle subscapulaire descend devant puis pénètre dans le muscle subscapulaire innervant ce dernier.